# Herfstbremspanner
De herfstbremspanner (Chesias legatella) is een nachtvlinder uit de familie Geometridae, de spanners. De voorvleugellengte bedraagt tussen de 17 en 19 millimeter. Hij overwintert als ei.

## Waardplanten
De herfstbremspanner heeft brem als waardplant.

## Voorkomen in Nederland en België
De herfstbremspanner is in Nederland en België een niet zo algemene soort, die verspreid over het hele gebied kan worden gezien. De vlinder kent één generatie die vliegt van halverwege september tot halverwege december.